# Herbert Dimmeler
Herbert Dimmeler (geboren am 21. Juni 1942 in Winterthur, Schweiz), auch Dimmeler I genannt, ist ein ehemaliger Schweizer Fussballspieler. Er spielte die meiste Zeit seiner Karriere beim FC Winterthur.

## Karriere
Dimmeler wurde am 21. Juni 1942 in Winterthur geboren und hatte, bis er 12 Jahre alt war, aufgrund der Staatsbürgerschaft seines Vaters den deutschen Pass. Mit 12 Jahren wurde er in die Schweiz eingebürgert.
Aufgewachsen an der Talackerstrasse in der Grüze spielte in seiner Juniorenzeit zunächst beim FC Oberwinterthur und wechselte als B-Junior in die Nachwuchsabteilung des FC Winterthur. Später wechselte er zu den Inter-Junioren von GC und spielte in deren Reservemannschaft.
Der Grasshopper Club Zürich war dann auch seine erste Station als Profi, für die er in der Saison 1961/62 vier Spiele absolvierte und ein Tor schoss und in der darauffolgenden Saison während dreier Spiele auf dem Rasen stand. Sein erstes Spiel in der ersten Elf bestritt er 18½-jährig gegen Lausanne, Dimmeler spielte in Zürich auf der Position eines Halbstürmers.
Danach wechselte Dimmeler zurück zu seinem Jugendverein nach Winterthur. In den Saisons 1966/67 und 1967/68 stand er mit seinem Bruder Reinhard Dimmeler (Dimmeler II), der ebenfalls die Juniorenabteilung des FCW besuchte, auf dem Platz. Beim Schweizer Cup 1967/68 erreichte er zusammen mit FCW das Cupfinal, den die Winterthurer trotz eines Tor Dimmelers mit 1:2 gegen den FC Lugano verloren. In seiner letzten Saison beim FC Winterthur 1971/72 wird er mit 17 Treffern der bisher einzige Torschützenkönig des FC Winterthur in der Nationalliga A und erreicht mit den Eulachstädtern den Final des Schweizer Ligacup, der jedoch wie bereits der Cupfinal aus Sicht der Winterthurer verloren geht. Während fünf seiner acht Saisons spielte der FCW dabei in der höchsten Schweizer Liga. In diesen fünf Saisons schoss er für die Winterthurer in 124 Spielen insgesamt 54 Tore.
Zum Ende seiner Karriere wechselte Dimmeler nochmals für eine Saison zu den Grasshoppers. Er schloss seine Karriere mit fünf Toren in 20 Spielen ab.
Nach seinem Rücktritt trat Dimmeler im Frühjahr 1974 nochmals leihweise für den Winterthurer Quartierverein FC Tössfeld in der Nationalliga B an, bevor er zum FC Wädenswil in die viertklassige 2. Liga wechselte.
Nach seinem Karriereende bei GC arbeitete er zunächst bei Denner im Produktmanagement. Später wurde er selbstständig und arbeitete unter anderem mit den Firmen Kägi, Trolli oder Red Bull zusammen, deren Ware er im Ausland vertrat.
Anfangs des Jahrtausends, bevor Hannes W. Keller das Amt des Präsidenten übernahm, sass Dimmeler kurzzeitig im Vorstand des FC Winterthur.